# 總統府 (希臘)

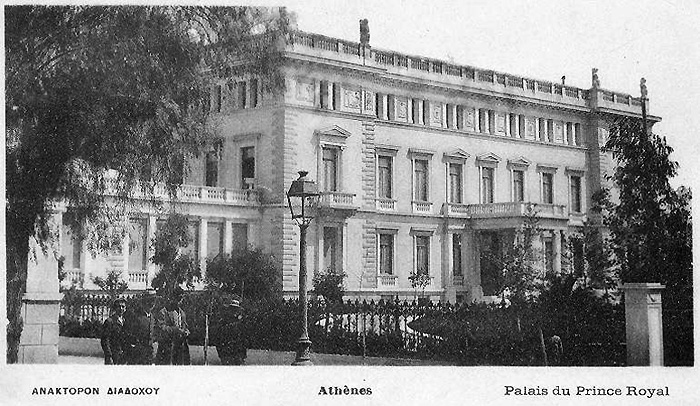
1909年的總統府

總統府是位於希臘首都雅典的一座建築，也是希臘總統的官邸。

## 历史
在歷史上這裡曾是希臘王宮，直到1974年希臘通過公投決定取消君主制。總統府現在的建築是在1868年決定興建的。總統府開始修建於1891年，在1897年完工。1924年希臘成為共和國，皇宮也成為總統官邸。1935年希臘恢復君主制，國王回到總統府。1974年後，這裡再次作為總統府使用。

## 外部連結
维基共享资源上的相關多媒體資源：總統府
Template:雅典地标